# 202

202(이백이)는 201보다 크고 203보다 작은 자연수다.

## 수학
- 합성수로, 그 약수는 1, 2, 101, 202이다. 진약수의 합은 104이므로, 202는 부족수다.
  - 64번째 반소수다. 앞의 반소수는 201, 다음 반소수는 203이다.
- 회문수다.
- {\displaystyle 202=45+66+91}
  - 연속하는 세 육각수의 합으로 나타낼 수 있는 수다. 이 성질을 지닌 앞의 수는 139, 다음 수는 277이다.
- {\displaystyle 202=43+47+53+59}
  - 연속하는 네 소수(素數)의 합으로 나타낼 수 있는 수다. 이 성질을 지닌 앞의 수는 184, 다음 수는 220이다.
- {\displaystyle 202=9^{2}+11^{2}}
  - 연속하는 두 홀수의 제곱합으로 나타낼 수 있는 수다. 이 성질을 지닌 앞의 수는 130, 다음 수는 290이다.
- {\displaystyle 91^{4}-1}은 202로 나누어떨어진다.

## 과학·기술
- NGC 202: 물고기자리 방향에 있는 렌즈형은하.
- HTTP 202 (Accepted→접수됨): 서버가 요청을 접수했지만 아직 처리하지 않았음을 나타내는 HTTP 상태 코드.

## 교통

### 철도
- 서울 지하철 2호선 을지로입구역의 역번호.
- 부산 도시철도 2호선 중동역의 역번호.
- 대구 도시철도 2호선은 202번 역이 없고, 216번부터 시작한다.

### 도로
- 국도 제202호선
  - 일본 202번 국도: 후쿠오카현 후쿠오카시 하카타구에서 나가사키현 나가사키시까지 이어지는 일본의 국도.
  - 중국 202번 국도
- 기타 도로
  - 현도 제202호선

## 군사
- U-202(영어판, 독일어판): 제2차 세계 대전에 사용된 나치 독일의 군용 잠수함.

## 문화유산
- 대한민국의 국보 제202호: 대방광불화엄경 진본 권37
- 대한민국의 보물 제202호: 의성 관덕동 석사자
- 대한민국의 사적 제202호: 김포 장릉

## 방송
- 스카이라이프의 스카이스포츠 채널 번호.
- B tv의 아이넷TV 채널 번호.
- U+ TV의 미국 경제 방송인 CNBC 채널 번호.
- LG헬로비전의 캐리TV 채널 번호.

## 기타
- 날짜: 2월 2일
- 연도: 202년, 기원전 202년

## 같이 보기
- HTTP 상태 코드
- 소르빈산 칼륨